# 索塞德
索塞德（法語：Saucède，法語發音：[sosɛd]）是法国大西洋比利牛斯省的一个市镇，属于奥洛龙-圣玛丽区。

## 地理
索塞德（43°16'10"N, 0°41'9"W）面积7.1 平方千米，位于法国新阿基坦大区大西洋比利牛斯省，该省份为法国东南部省份，涵盖了贝阿恩与北巴斯克，西临大西洋比斯開灣，北至朗德省，东北接热尔省，东临上比利牛斯省，南与西班牙接壤。
与索塞德接壤的市镇（或旧市镇、城区）包括：阿朗、吕克德贝阿恩、波埃多洛龙、普雷沙克若斯拜、普雷沙克-纳瓦朗克斯。
索塞德的时区为UTC+01:00、UTC+02:00（夏令时）。

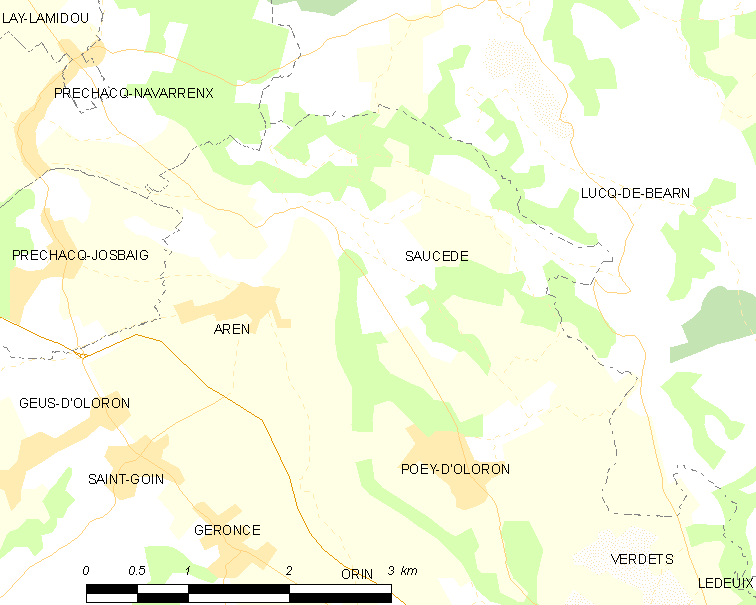
索塞德的OSM定位图

## 行政
索塞德的邮政编码为64400，INSEE市镇编码为64508。

## 政治
索塞德所属的省级选区为奥洛龙-圣玛丽第二县。

## 人口

1962-2008年间索塞德人口变化图示

索塞德于2022年1月1日时的人口数量为126人。